# Москалёва, Елена Борисовна
Елена Борисовна Москалева (родилась 12 ноября 1957 года в Красноармейске Московской области) — российская художница, работающая в жанре оптических иллюзий.

## Биография
Елена Москалева изучала живопись с раннего детства: сначала в Школе Искусств, в городе Красноармейск (Московская область), а затем в Московском академическом художественном училище памяти 1905 года. Её педагогами были Матильда Булгакова, преподаватель живописи, рисунок преподавал Юрий Митрофанович Карпушин. Педагогом композиции был Осип Абрамович Авсиян
После окончания училища в 1978 году Елена начала свою творческую деятельность как живописец. С 1978 года постоянный участник крупных всесоюзных и всероссийских выставок. Елена является членом Московского союза художников с 1998 года.

## Творчество
Елена Москалева — один из немногих российских художников, работающих в жанре оптической иллюзии. Рассматривая картину с разных расстояний зритель может видеть завуалированные образы, скрытые в очевидных объектах. Такие картины иногда называют «картины с секретом». Ее картины были представлены в ряде заметных альбомов, посвященных оптическим иллюзиям в изобразительном искусстве, наряду с такими художниками, как Октавио Окампо (Мексика), Майкл Шеваль (США), Олег Шупляк (Украина), Рафал Ольбинский (Польша), Лю Болин (Китай), Иштван Орос (Венгрия).
Большинство оптических иллюзий вплетены в классические жанры изобразительного искусства, такие как пейзажи. Критики отметили, что эти двойные изображения хорошо спрятаны: «Она любит создавать прекрасные произведения искусства в пастельных тонах. Давайте посмотрим, достаточно ли ваши глаза остры, чтобы заметить скрытые портреты на этой картине». Картины также искусно детализированы: «Елена — тот тип художника, который умеет хорошо играть с деталями. Это определенно не просто пейзажная картина». Габриэль Тодика также отмечает, что Елена Москалева черпает вдохновение из природы и создает «сюрреалистические, теплые и идиллические образы».
Появление в творчестве художницы темы Востока связано с тем, что она в детстве жила и Андижане (Узбекистан), где проживали её дед и отец. Несколько лет ездила в творческие командировки в Среднюю Азию, где писала портреты и занималась монументальной живописью.
В 2017 году художница награждена медалью МСХ «За заслуги в развитии изобразительного искусства».

## Музеи
Работы Елены Москалевой представлены в нескольких российских музеях и галереях:
- «Сочинский художественный музей им. Д. Д. Жилинского»
- «Приморская государственная картинная галерея» (Владивосток)
- «Воронежский областной художественный музей им. И. Н. Крамского»
- «Музей-заповедник А. С. Пушкина „Михайловское“»
- «Красноармейская картинная галерея». Московская область
- «Пушкинский краеведческий музей» город Пушкино

Работы художницы также находятся в частных коллекциях: Брайана Ино, Амджада Али Хана, Эдуарда Сагалаева, Теда Хартли и Дины Меррилл, а также в галерее Вонга (Гонконг).

## Выставки
- 1978 Выставка «Страна родная» Минск. Всесоюзная выставка
- 1982 «Молодость страны». Выставка Московского союза художников. «Манеж», Москва
- 1990 Персональная выставка в Давосе (Швейцария)
- 1995 «70 лет МГАХУ памяти 1905» Москва. Академия художеств
- 2003 Персональная выставка «С мечтой о Востоке в Рождественскую ночь» в Красноармейской картинной галерее
- 2006 «Москва здесь и сейчас». Конкурс. Москва
- 2008 «Московское гостеприимство». Манеж. Москва
- 2016 «Единство Света». Групповая выставка московских живописцев в Московском доме художников
- 2017 «Виват Москва». Выставка ко дню города
- 2018 «Святые и художники. Диалоги времён» Москва
- 2019 «Мир живописи» Москва-Владимир
- 2022 Персональная выставка в «Сочинском художественном музее им. Д. Д. Жилинского»
- 2023 «Мир детства». Москва. Кузнецкий мост.
- 2023 «Зимняя рапсодия» Музейно-выставочный комплекс в Люберцах
- 2024 Выставка «Москва — 2024». Москва